# Magas (Guayanilla)
Magas es un barrio ubicado en el municipio de Guayanilla en el estado libre asociado de Puerto Rico. En el Censo de 2010 tenía una población de 3436 habitantes y una densidad poblacional de 385,88 personas por km².

## Geografía
Magas se encuentra ubicado en las coordenadas 18°1′37″N 66°46′34″O / 18.02694, -66.77611. Según la Oficina del Censo de los Estados Unidos, Magas tiene una superficie total de 8.9 km², que corresponden a tierra firme.

## Demografía
Según el censo de 2010, había 3436 personas residiendo en Magas. La densidad de población era de 385,88 hab./km². De los 3436 habitantes, Magas estaba compuesto por el 78.73% blancos, el 10.01% eran afroamericanos, el 0.15% eran amerindios, el 0.06% eran asiáticos, el 8.64% eran de otras razas y el 2.42% pertenecían a dos o más razas. Del total de la población el 99.33% eran hispanos o latinos de cualquier raza.